# 半田町 (浜松市)
半田町（はんだちょう）は、静岡県浜松市中央区の町名。丁番を持たない単独町名である。住居表示未実施。

## 地理
浜松市中央区の北端に位置し、有玉台・半田山・有玉北町・有玉西町、浜名区と隣接する。町内は西に染地川、東に馬込川が流れ、古くから水田が多いが、近年は宅地開発が進み、商業施設も増えている。

## 歴史
江戸時代以前は、内野村とともに覇多（反多）郡と称し、町名の由来と考えられる。江戸時代は旗本金指近藤家の所領であり、元禄の石高は432石8斗6升と記録されている。近年1974年の 浜松医科大学の設置以降は、急速に都市化が進み、2001年に染地川以西は半田山として独立した。
- 明治時代以降の沿革
- 1889年（明治22年） - 町制の施行により長上郡小野田村の一部となった。
- 1908年（明治41年）1月1日 - 小野田村から離れ有玉村及び中郡村と合併し 浜名郡積志村となる。
- 1957年（昭和32年）10月1日 - 積志村の浜松市への編入に伴い、浜松市半田町となった。
- 2001年（平成13年）3月1日 - 住居表示の実施に伴い、半田町の一部を分割して半田山を新設する。なお、二丁目は有玉西町及び初生町の各一部を含む。三丁目は初生町の一部を含む。五丁目は東三方町の一部を含む。六丁目は浜北市大字内野の一部を含む。
- 2007年（平成19年）4月1日 - 浜松市の政令指定都市への移行に伴い、浜松市東区半田町となる[6]。
- 2024年（令和6年）1月1日 - 浜松市の行政区再編により、中央区の所属となる。

## 世帯数と人口
2018年（平成30年）12月1日現在の世帯数と人口は以下の通りである。
| 町丁   | 世帯数  | 人口    |
| ------ | ------- | ------- |
| 半田町 | 630世帯 | 1,538人 |

## 小・中学校の学区
市立小・中学校に通う場合、学区は以下の通りとなる。
| 番・番地等 | 小学校             | 中学校             |
| ---------- | ------------------ | ------------------ |
| 全域       | 浜松市立積志小学校 | 浜松市立積志中学校 |

## 交通

### バス
遠鉄バスが町内の主要な公共交通機関である。
- 61 （内野台線）：（内野台・サンストリート浜北 方面 - ）半田大橋 - 半田 - 半田川原 - 半田上（ - 上島・浜松駅方面）
- 100 （浜北医大三方原聖隷線）：（聖隷三方原病院・三方原・医科大学 方面 - ）半田（ - 内野台・浜北駅方面）

隣接する有玉北町から東名高速道路の浜松北バスストップがありJRバスを利用できる。
また隣接する有玉西町の三方原PAには2017年にスマートインターチェンジが開設されている。

### 道路
- 町域の北端には浜松環状線が東西に伸びている。

### 鉄道
- 町域に鉄道はなく、最寄駅は遠州鉄道鉄道線の積志駅またはさぎの宮駅である。

## 施設
- 六所神社 - 隣接する半田山に所在。延喜式神名帳に記載された遠江国の式内社の一つである朝日波多加神社とする説がある[8]。
- 法源堂[9]
- 宮口往還

## 人物
- 鶴見信平　初代浜松市長　嘉永元年（1848）長上郡半田村の小杉家次男として出生し、見込みがあることから伝馬町で大米屋旅館を営む鶴見家の養子になる。経済界で浜松商業会議所初代会頭、浜松貯蓄銀行設立、浜松米穀取引所理事長、浜松信用組合役員などを経て、明治22（1889）年の浜松町制施行後は、初の町会議員、また1905（明治38）年から2期町長を務めた。明治44（1911）年7月1日、浜松市発足と同時に市長となる。退任後、病により大正3（1914）年1月22日67歳で死去した。[10][11]

## その他

### 日本郵便
- 郵便番号 : 431-3124[3]（集配局：積志郵便局[12]）。

### 警察
町内の警察の管轄区域は以下の通りである。
| 番・番地等 | 警察署       | 交番・駐在所 |
| ---------- | ------------ | ------------ |
| 全域       | 浜松東警察署 | 積志交番     |